# 布伦森 (南卡罗来纳州)
布伦森（英文：Brunson），是美国南卡罗来纳州下属的一座城市。城市类型是“Town”。其面积大约为1.02平方英里（2.63平方公里）。根据2010年美国人口普查，该市有人口554人，人口密度约为每平方 英里544.74人（约合每平方公里210.33人）。